# Саргсян, Анна Маратовна
Анна Маратовна Саргсян (арм. Աննա Մարատի Սարգսյան; род. 10 апреля 2001) — армянская шахматистка, гроссмейстер среди женщин (2020).

## Биография
Представляла Армению на чемпионатах мира и Европы по шахматам среди девушек, где лучшего результата добилась в 2017 году, когда заняла 4-е место на чемпионате Европы по шахматам среди девушек в возрастной группе до 16 лет. С 2016 года регулярно участвовала в финалах чемпионата Армении по шахматам среди женщин, где лучшего результата добилась в 2016 году, когда заняла 4-е место.
Представляла сборную Армении на крупнейших командных шахматных турнирах:
- в шахматных олимпиадах участвовала в 2018, 2022, 2024 годах.[4] В 2024 году выиграла индивидуальную бронзу[5];
- в командном чемпионате мира по шахматам участвовала в 2019 году[6];
- в командном чемпионате Европы по шахматам участвовала в 2019 году и в личном зачёте завоевала золотую медаль[7].

В ноябре 2021 года в Риге Анна Саргсян заняла 28-е место на турнире «Большая женская швейцарка ФИДЕ».
За успехи в турнирах ФИДЕ присвоила Анне Саргсян звание международного мастера среди женщин (WIM) в 2019 году и международного гроссмейстера среди женщин (WGM) в 2020 году.

## Изменения рейтинга
| Графики недоступны из-за технических проблем. См. информацию на Фабрикаторе и на mediawiki.org. |